# Noctilien

Logo del Noctilien

Noctilien è il servizio degli autobus notturni di Parigi e dei comuni limitrofi. È gestito da Île-de-France Mobilités, l'autorità regionale sul trasporto pubblico dell'Île-de-France (già STIF) ed è operato da RATP e Transilien. Ha sostituito il precedente servizio Noctambus nella notte tra il 20 e il 21 settembre 2005, offrendo un maggiore numero di linee e proponendosi come un sistema di trasporto meglio adattato alle richieste di spostamento notturne.
Al posto del precedente servizio, in cui tutti gli autobus partivano e terminavano alla stazione metropolitana di Châtelet, Noctilien comprende linee che servono anche le banlieue (i comuni che circondano Parigi), come anche linee che corrono lungo il confine di Parigi per raggiungere le quattro principali stazioni ferroviarie: Gare de l'Est, Gare de Lyon, Gare de Montparnasse e Gare de Saint-Lazare. Inoltre, queste quattro stazioni sono interconnesse tramite un regolare servizio di autobus notturno.
In totale operano 48 linee Noctilien, le quali iniziano ad operare a partire dall'ultima corsa serale della metropolitana (0:30) fino alla prima del mattino successiva (5:30) su tutto il territorio di Parigi e dell'Île-de-France. Il servizio è composto da:
- 2 linee "circolari", che effettuano il servizio tra le principali stazioni ferroviarie parigine (N01 e N02);
- 6 linee "trasversali", che corrono tra diverse banlieue passando per Châtelet;
- 38 linee "radiali" gestite da SNCF (linee a tre cifre - eccetto N135) che effettuano il servizio tra le principali stazioni di Parigi;
- 2 linee "banlieue" (N71 e N135).

Come per Transilien, anche il nome Noctilien ha assonanza con francilien, l'etnico francese per indicare i residenti nell'Île-de-France.

## Sistema di numerazione
Ogni linea è contrassegnata dalla lettera N, che sta per Noctilien, seguita da un numero composto da:
- due cifre, di cui la prima è 
  - 0 ("N0x") per le due linee circolari
  - 1 ("N1x") per le linee trasversali
  - 2 ("N2x") per gli autobus da e per Châtelet
  - 3 ("N3x") per gli autobus da e per la Gare de Lyon
  - 4 ("N4x") per gli autobus da e per la Gare de l'Est
  - 5 ("N5x") per gli autobus da e per la Gare Saint-Lazare
  - 6 ("N6x") per gli autobus da e per la Gare Montparnasse
- tre cifre, di cui la prima è 1 ("N1xx") per gli autobus a lunga distanza che si dirigono verso i quartieri periferici.

Queste linee non hanno relazione con i vecchi numeri delle linee Noctambus.

## Linee
- N 01 - linea circolare interna (senso orario): Gare de Paris Est → Gare de Paris Lyon → Gare de Paris Montparnasse → Gare de Paris-Saint-Lazare → Gare de Paris Est
- N 02 - linea circolare esterna (senso antiorario): Gare de Paris Est → Gare de Paris-Saint-Lazare → Gare de Paris Montparnasse → Gare de Paris Lyon → Gare de Paris Est
- N 11 - Pont de Neuilly ↔ Château de Vincennes
- N 12 - Romainville-Carnot ↔ Pont de Sèvres
- N 13 - Bobigny - Pablo Picasso ↔ Mairie d'Issy
- N 14 - La Croix de Berny RER ↔ Mairie de Saint-Ouen
- N 15 - Villejuif - Louis Aragon ↔ Gabriel Péri - Asnières-Gennevilliers
- N 16 - Pont de Levallois - Bécon ↔ Mairie de Montreuil
- N 21 - Châtelet ↔ Chilly-Mazarin - Place de la Libération
- N 22 - Châtelet ↔ Juvisy RER
- N 23 - Châtelet ↔ Chelles-Gournay RER
- N 24 - Châtelet ↔ Sartrouville RER
- N 31 - Gare de Paris Lyon ↔ Aeroporto di Orly T4
- N 32 - Gare de Paris Lyon ↔ Boissy-Saint-Léger RER
- N 33 - Gare de Paris Lyon ↔ Villiers-sur-Marne RER
- N 34 - Gare de Paris Lyon ↔ Torcy RER
- N 35 - Gare de Paris Lyon ↔ Villiers-sur-Marne RER
- N 41 - Gare de l'Est ↔ Villeparisis – Mitry-le-Neuf RER
- N 42 - Gare de Paris Est ↔ Aulnay-sous-Bois - Garonor
- N 43 - Gare de Paris Est ↔ Gare de Sarcelles - Saint-Brice
- N 44 - Gare de Paris Est ↔ Garges - Sarcelles RER
- N 45 - Gare de Paris Est ↔ Hôpital de Montfermeil
- N 51 - Gare Saint-Lazare ↔ Gare d'Enghien-Les-Bains
- N 52 - Gare de Paris-Saint-Lazare ↔ Gare de Cormeilles-en-Parisis
- N 53 - Gare de Paris-Saint-Lazare ↔ Nanterre - Anatole France
- N 61 - Gare de Paris Montparnasse ↔ Clamart
- N 62 - Gare de Paris Montparnasse ↔ Marché international de Rungis
- N 63 - Gare de Paris Montparnasse ↔ Palaiseau - Polytechnique Vauve
- N 66 - Gare de Paris Montparnasse ↔ Gare de Chaville-Rive-Droite
- N 71 - Marché international de Rungis ↔ Val de Fontenay RER
- N 122 - Châtelet ↔ Saint-Rémy-lès-Chevreuse
- N 130 - Gare de Lyon ↔ Marne-la-Vallée Chessy RER
- N 131 - Gare de Paris Lyon ↔ Brétigny RER
- N 132 - Gare de Paris Lyon ↔ Melun RER
- N 133 - Gare de Paris Lyon ↔ Juvisy RER
- N 134 - Gare de Paris Lyon ↔ Combs-la-Ville - Quincy RER
- N 135 - Villeneuve-Saint-Georges RER ↔ Corbeil-Essonnes RER
- N 140 - Gare de Paris Est ↔ Aeroporto Charles de Gaulle
- N 141 - Gare de Paris Est ↔ Gare de Meaux
- N 142 - Gare de Paris Est ↔ Tournan RER
- N 143 - Gare de Paris Est ↔ Aeroporto Charles de Gaulle
- N 144 - Gare de Paris Est ↔ Corbeil-Essonnes RER
- N 145 - Gare de Paris Est ↔ Gare de la Verrière (tutti i giorni) o Gare de Rambouillet (una partenza su due solo nei fine settimana e nei festivi)
- N 150 - Gare Saint-Lazare ↔ Cergy Le Haut RER
- N 151 - Gare de Paris-Saint-Lazare ↔ Gare de Mantes-la-Jolie
- N 152 - Gare de Paris-Saint-Lazare ↔ Cergy Le Haut RER
- N 153 - Gare de Paris-Saint-Lazare ↔ Saint-Germain-en-Laye RER
- N 154 - Gare de Paris-Saint-Lazare ↔ Montigny - Beauchamp RER